# Средний Муйнак
Средний Муйнак (баш. Урта Муйнаҡ) — деревня в Зианчуринском районе Башкортостана, входит в состав Муйнакского сельсовета.

## Население
| 1939 | 1959 | 1970 | 1979 | 1989 | 2002 | 2009 |
| ---- | ---- | ---- | ---- | ---- | ---- | ---- |
| 278  | ↘233 | ↗265 | ↘221 | ↘146 | ↗184 | ↗188 |
| 2010 |      |      |      |      |      |      |
| ↘176 |      |      |      |      |      |      |

Национальный состав
Согласно переписи 2002 года башкирская деревня.

## Географическое положение
Расстояние до:
- районного центра (Исянгулово): 30 км,
- центра сельсовета (Верхний Муйнак): 2 км,
- ближайшей ж/д станции (Саракташ): 64 км.

## Известные уроженцы
- Галеева, Магфира Ильясовна (1928—2016) — певица, народная артистка РБ.
- Карабулатов, Расуль Рафикович (род. 1968) — артист-кураист, директор Башкирской государственной филармонии им. Хусаина Ахметова, народный артист РБ (2003).